# Киргизбаева, Бегаим Сапаровна
Бегаим Сапаровна Киргизбаева (15 июня 1987) — нападающая сборной Казахстана по футболу.

## Биография
Играть в футбол начала в Темир жолы (Алматы). Играет как в нападении, так и в полузащите. В 2004 году «Темир жолы» был переименован в «Алма-КТЖ». С этого момента начинается розыгрыш чемпионатов Казахстана. В составе «Алма-КТЖ» пять раз была чемпионом Казахстана (2004, 2005, 2006, 2007, 2008).
После расформирования «Алма-КТЖ» осенью 2009 года стала игроком «СШВСМ-Кайрат». И ещё два раза стала чемпионом (2009, 2010).
С сезона 2012 года до 2015 года выступала в шымкентском «БИИК-Казыгурте».
В 2015 году вернулась обратно в «СШВСМ-Кайрат».
В 2018 году перешла в «Окжетпес».
В сборной Казахстана Бегаим играет с 2003 года, дебютировала 24 августа 2003 года в матче со сборной Эстонии.